# Microsoft Certified Systems Engineer

Microsoft Certified Systems Engineer (MCSE) est une certification Microsoft indiquant qu'un professionnel est capable d'administrer et de mettre en place des architectures réseaux basées sur les produits serveurs Microsoft.
Elle est composée de sept examens MCP (Microsoft Certified Professional).
Il existe deux spécialités :
- Sécurité : contient des examens sur les mécanismes de sécurité interne du système serveur et sur le Internet Security and Acceleration Server (ISA) de Microsoft. Ainsi que sur la mise en place d'une architecture sécurisée.
- Messagerie : contient un examen sur Exchange et sur la mise en place d'une architecture Exchange